# 圣于连莱罗西耶
圣于连莱罗西耶（法語：Saint-Julien-les-Rosiers，法語發音：[sɛ̃ ʒyljɛ̃ le ʁozje]）是法国加尔省的一个市镇，属于阿莱斯区。

## 地理
圣于连莱罗西耶（44°10'26"N, 4°6'33"E）面积14.01 平方千米，位于法国奧克西塔尼大區加尔省，该省份为法国南部沿海省份，南端濒地中海，北起顺时针与阿尔代什省、沃克吕兹省、罗讷河口省、埃罗省、阿韦龙省和洛泽尔省接壤。
与圣于连莱罗西耶接壤的市镇（或旧市镇、城区）包括：拉瓦勒普拉代勒、鲁松、欧佐内河畔圣弗洛朗、圣马丹-德瓦尔加尔格、圣普里瓦德维约。

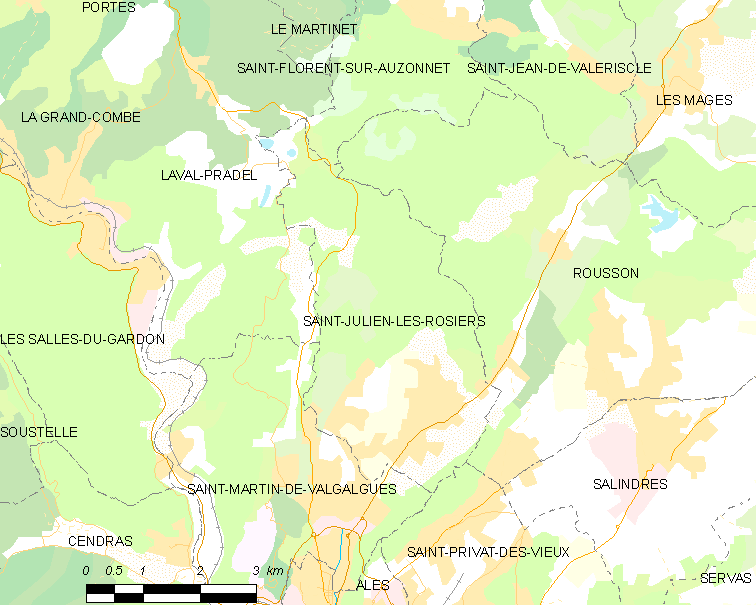
圣于连莱罗西耶的OSM定位图

圣于连莱罗西耶的时区为UTC+01:00、UTC+02:00（夏令时）。

## 行政
圣于连莱罗西耶的邮政编码为30340，INSEE市镇编码为30274。

## 政治
圣于连莱罗西耶所属的省级选区为鲁松县。

## 人口

1962-2008年间圣于连莱罗西耶人口变化图示

圣于连莱罗西耶于2022年1月1日时的人口数量为3492人。